# Cúmul (geologia)

Diagrames esquemàtics que mostren els principis darrere la cristal·lització fraccionada en un magma. Mentre es refreda, el magma canvia de composició perquè diferents minerals cristal·litzen. 1: cristal·litza l'olivina; 2: cristal·litzen l'olivina i el piroxè; 3: cristal·litzen el piroxè i la plagioclasa; 4: cristal·litza la plagioclasa. Al fons del reservori de magma es forma un cúmul.

En geologia i petrologia, es denomina cúmul, cúmulus o acumulat, el tipus de roca ígnia formada per l'acumulació de cristall d'un magma, ja sigui per precipitació o per flotació. El cúmul té una composició mineral limitada, és a dir una roca composta per pocs minerals que s'ha format per l'assentament dels cristalls dins d'una cambra magmàtica. Els processos físics normalment implicats en la producció dels cúmuls, produeixen també altres capes de roques amb composicions gairebé monominerals.
Els cúmuls s'anomenen segons la seva textura; la textura del cúmul és la diagnosi de les condicions de formació d'aquest tipus de roca ígnia.

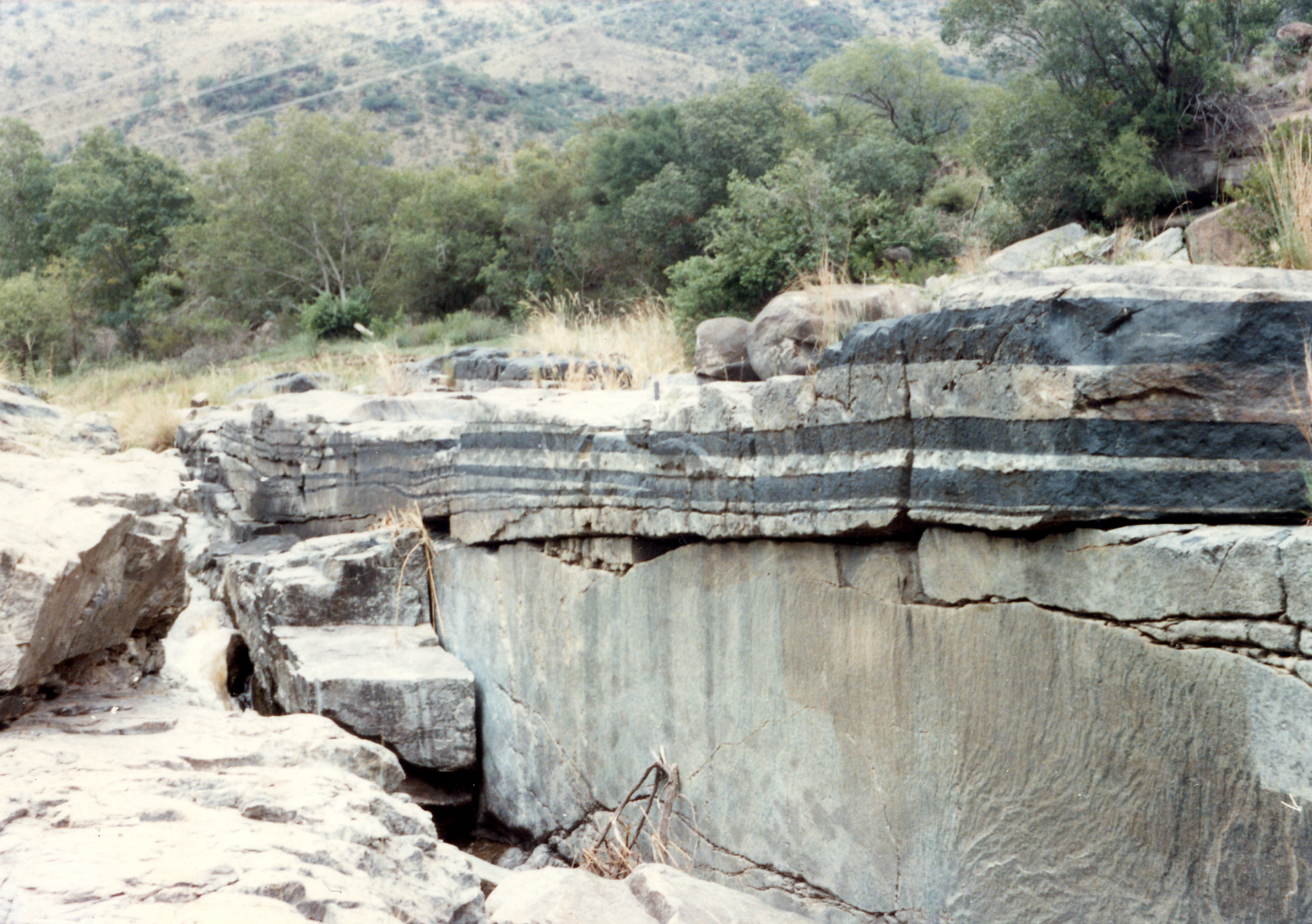
Roques ígnies en capes de cromitita negra i anortosita grisa a la zona del complex ígneu de Bushveld a l'aflorament del riu Mononono, prop de Steelpoort, província de Limpopo, Sud-àfrica.

## Formació
Els cúmuls són el producte típic de la precipitació de cristalls sòlids dins de la cambra de magma on es produeix una cristal·lització fraccionada. Les acumulacions dels cristalls, normalment, ocorren en el fons o terra (part més baixa) de la cambra de magma, però també es produeixen més amunt i a dalt (sostre) si la plagioclasa anortita és capaç de flotar lliure sobre un líquid fos màfic més dens.

## Observació a la natura
Els cúmuls apareixen en instrusions estratificades, a la base de grans tubs de lava ultramàfics en fluxos de basalt rics en komatiïta i magnesi, i també en algunes intrusions granítiques.

## Tipus de cúmuls
L'estructura interna de la matriu del cúmul consta d'una estructura de cristalls formada pels mateixos cristalls del cúmul, on la plagioclasa és la matriu més comuna. Els cristalls del cúmul creixen més lliurement, o no tant , depenent del procés de la fusió i d'acumulació i, per tant, originen cristalls hipidiomorfs (parcialment desenvolupats) i al·lotriomorfs (xenomorfs).
En els cúmuls, s'hi identifiquen tres tipus de textures:
- Cúmul: conté un 93-100% de cristalls (massa bàsica), i és, gairebé o totalment, una roca monomineral.
- Mesocúmul: conté un 85-93% de cristalls amb àmplies superfícies de creixement, petites quantitats d'altres minerals
- Ortocúmul: format per un 75-85% de cristalls amb superfícies de creixement més estretes. La resta de l'ortocúmul està format per minerals cristal·litzats per la fosa del cúmul, com olivines, piroxens, magnetites i ortoclases.[2][6]